# Mig og jøderiet
|  | Denne artikel er oprettet af en bot ud fra en ekstern database. Den kan derfor have sproglige fejl eller mangler. Denne skabelon kan fjernes efter kontrol af indholdet. |

Mig og jøderiet er en portrætfilm instrueret af Ulrik Gutkin efter manuskript af Dan Hoffmann.

## Handling
Jeg vogter Felix’ forhud, siger Signe, mor til instruktør Ulrik Gutkins søn. Ulrik ønsker sin søn omskåret efter jødisk tradition. Signe er ikke jøde, og hun vil ikke have Felix omskåret. Ulrik må konfrontere ‘jøderiet’ – han må undersøge sin baggrund og tage stilling til om han vil videreføre sin families jødiske traditioner. Og der skal træffes beslutning om omskæring før det er for sent. Jo mere Ulrik undersøger, desto sværere synes dilemmaet at blive, men gradvis bliver han mere bevidst om sin identitet og om vigtigheden af at give noget af sin jødiske baggrund videre. Over 80 % af de danske jøder gifter sig med ikke-jøder, i de fleste tilfælde med danskere med en kristen kulturbaggrund. »Mig og jøderiet« er en humoristisk, ærlig og personlig film om kulturel og religiøs identitet – og omskæring! 